# Astragalus ackermanii
Astragalus ackermanii är en ärtväxtart som beskrevs av Rupert Charles Barneby. Astragalus ackermanii ingår i släktet vedlar, och familjen ärtväxter. Inga underarter finns listade i Catalogue of Life.